# マックス＝ヘルマン・レッケ
マックス＝ヘルマン・レッケ(ドイツ語: Max-Hermann Lücke、1920年6月2日 - 1943年11月8日)は、ドイツの軍人。最終階級は空軍中尉。

## 経歴
第二次世界大戦では総撃墜数78機を撃墜したエース・パイロットとして知られる。
第51戦闘航空団に所属し東部戦線に従軍するも、1943年10月23日に撃墜され負傷した。その後入院するも11月8日に死亡。1944年4月6日に騎士鉄十字章が追贈された。

## 叙勲
- パイロット章
- 空軍前線飛行章
- 空軍名誉杯 (1943年7月1日)
- 鉄十字章
  - 二級鉄十字勲章1939年章
  - 一級鉄十字勲章1939年章
- ドイツ十字章
  - ドイツ十字章金章 (1943年8月16日)[1]
- 騎士鉄十字章
  - 騎士鉄十字章 (1944年4月6日)[2]